# 2017年哥譚獨立電影獎
第27屆哥譚獨立電影獎（英語：The 27th Annual Gotham Independent Film Awards）是於2017年11月27日正式舉行的電影獎項，入圍名單於2017年10月19日公布。該頒獎典禮由約翰·卡梅隆·米切爾擔任主持。

## 入圍

### 最佳影片
- 《以你的名字呼喚我》
- 《歡迎光臨奇幻城堡》
- 《逃出絕命鎮》
- 《失速夜狂奔》
- 《老娘叫譚雅》

### 最佳紀錄片
- 《Strong Island》
- 《書緣：紐約公共圖書館（英语：Ex Libris: The New York Public Library）》
- 《Rat Film》
- 《誰的街道（英语：Whose Streets?）》
- 《The Work》

### 賓漢姆雷年度突破導演
- 喬登·皮爾：《逃出絕命鎮》
- 瑪格莉特·貝茲（英语：Margaret Betts）：《愛的見習生（英语：Novitiate (film)）》
- 葛莉塔·潔薇：《淑女鳥》
- Kogonada：《構築心方向》

### 最佳劇本
- 喬登·皮爾：《逃出絕命鎮》
- 艾蜜莉·V·高登（英语：Emily V. Gordon）與庫梅爾·南賈尼：《愛情昏迷中》
- 麥克·懷特（英语：Mike White (filmmaker)）：《人生剩利組（英语：Brad's Status）》
- 詹姆士·艾佛利：《以你的名字呼喚我》
- Kogonada：《構築心方向》
- 葛莉塔·潔薇：《淑女鳥》

### 最佳男主角
- 詹姆斯·法蘭科：《大災難家》（飾 湯米·維索）
- 威廉·達佛：《歡迎光臨奇幻城堡》（飾 Bobby Hicks）
- 丹尼爾·卡盧亞：《逃出絕命鎮》（飾 Chris Washington）
- 羅伯·派汀森：《失速夜狂奔》（飾 Constantine "Connie" Nikas）
- 亞當·山德勒：《邁耶維茨家的故事（全新增訂版）》（飾 Danny Meyerowitz）
- 哈利·狄恩·史坦頓：《老幸運（英语：Lucky (2017 American film)）》（飾 Lucky）

### 最佳女主角
- 瑟夏·羅南：《淑女鳥》（飾 Christine "Lady Bird" McPherson）
- 梅蘭妮·林斯基：《無處為家（英语：I Don't Feel at Home in This World Anymore）》（飾 Ruth Kimke）
- 海莉·盧·理查森：《構築心方向》（飾 Casey）
- 瑪格·羅比：《老娘叫譚雅》（飾 坦雅·哈定）
- 洛伊絲·史密斯：《瑪約莉·普萊姆（英语：Marjorie Prime）》（飾 Marjorie）

### 年度突破演員
- 提摩西·夏勒梅：《以你的名字呼喚我》（飾 Elio Perlman）
- 瑪麗·布萊姬：《泥沼》（飾 Florence Jackson）
- Harris Dickinson：《浪蕩沙灘（英语：Beach Rats）》（飾 Frankie）
- 小凱爾文・哈里遜（英语：Kelvin Harrison Jr.）：《它在黑夜到訪（英语：It Comes at Night）》（飾 Travis）
- Brooklynn Prince：《歡迎光臨奇幻城堡》（飾 Moonee）

### 突破劇集：長篇
- 《亞特蘭大》
- 《更美好的事》
- 《親愛的白人》
- 《倫敦生活》
- 《搜尋死黨（英语：Search Party (2016 TV series)）》

### 突破劇集：短篇
- 《The Strange Eyes of Dr. Myes》
- 《555》
- 《Inconceivable》
- 《Junior》
- 《Let Me Die a Nun》

### 評審團特別獎-整體演出
- 《泥沼》（強納森·班克斯、瑪麗·布萊姬、傑森·克拉克、蓋瑞特·荷德倫、傑森·米切爾（英语：Jason Mitchell (actor)）、羅布·摩根和嘉莉·慕萊根）

### 哥譚職業貢獻獎
- 傑森·布倫
- 蘇菲亞·柯波拉
- 艾爾·高爾
- 達斯汀·霍夫曼
- 妮可·基嫚
- 愛德華·拉赫曼

### 觀眾獎
- 《逃出絕命鎮》

### 出身紐約獎
- 邁克爾·K·威廉姆斯